# Múzeumok Isztambulban
Isztambulban számos múzeum található, ezek egy része műemlék, mint például a Topkapı palota, a Yıldız palota, a Dolmabahçe palota, mások a mai napig is kereskedelmi helyként funkcionálnak, mint a Fedett Bazár vagy az Egyiptomi Bazár.

## Múzeumok listája
Isztambul múzeumai:
Archeológiai Múzeum (İstanbul Arkeoloji Müzesi)

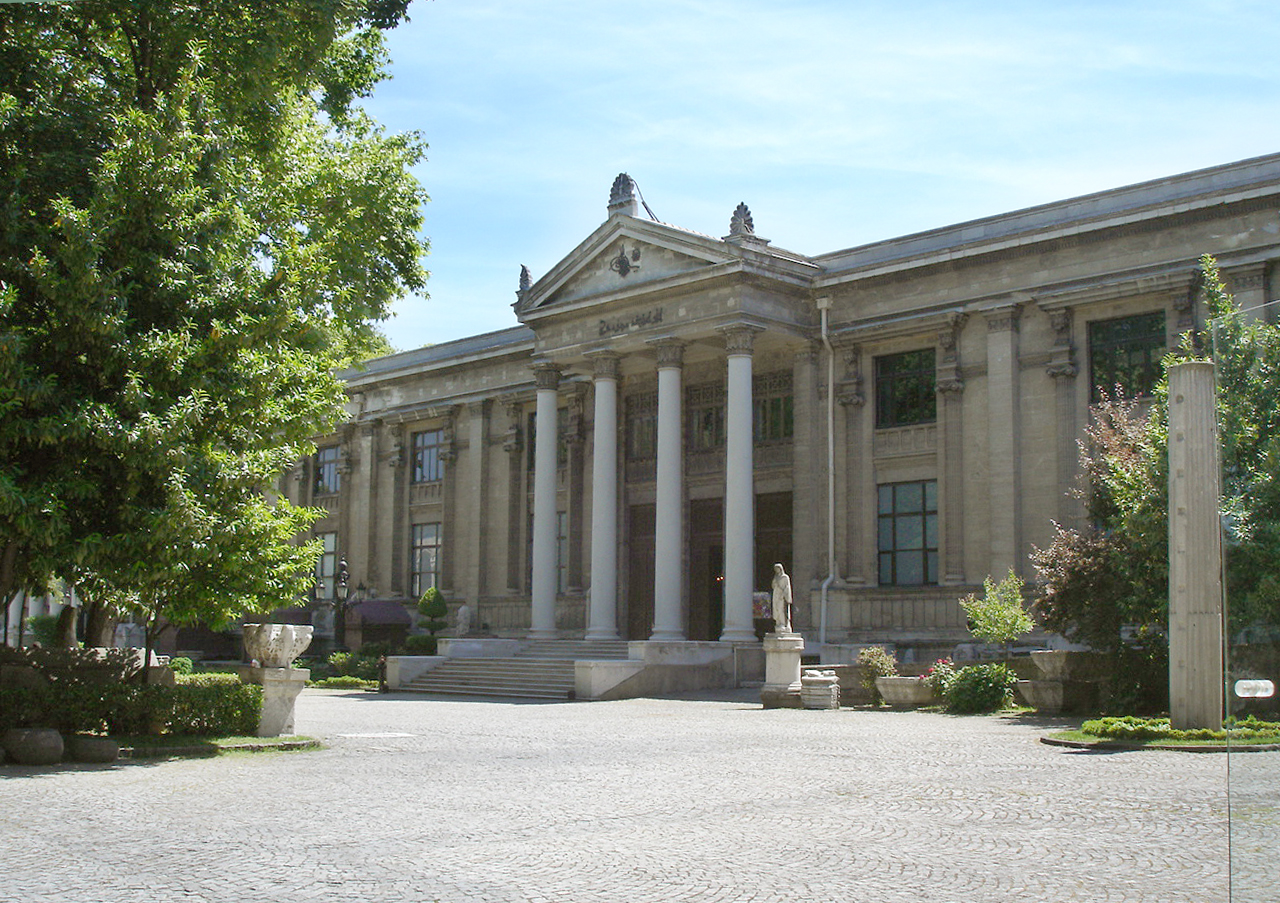
Az Archeológiai Múzeum

A múzeumot a 19. század végén építették, a festő Oszman Hamdi bej kezdeményezésére, és a város Eminönü negyedében található. A múzeumban széles skálán tekinthető meg ókori görög, római, bizánci és más, anatóliai népek hagyatéka, egészen az időszámításunk előtti hatodik századig visszamenőleg. Láthatunk például tárgyakat Epheszoszból, Milétoszból, Trójából, és itt helyezték el Nagy Sándor szarkofágját is.
Az Archeológiai múzeum Ókori Kelet–részlegében körülbelül 15 000 kiállított tárgyat láthatunk, főként az ősi Mezopotámiából, Anatólia görögök előtti történelméből. Őriznek itt még sumér, szír, akkád, babiloni, egyiptomi és az iszlám előtti arab világból származó emlékeket is.
Atatürk Múzeum (Atatürk Müzesi)
A múzeum épülete egykor Atatürk otthona volt 1918 és 1919 között. A háromszintes épület eredetileg 1908-ban épült, Isztambul Şişli negyedében található, kb. 30 percre a Taksim tértől. 1943-ban restaurálták és végül 1981-ben nyitották meg a nagyközönség számára. Atatürk a középső szintet használta, a felső szinten lakott édesanyja, Zübeyde és nővére, Makbule. A múzeumban őrzik Atatürk néhány személyes tárgyát, gyermekkori fényképeit, és a valaha tulajdonában lévő festményeket.
Festészeti és Szobrászati Múzeum (Resim ve Heykel Müzesi)

II. Mahmud tuğrája (kalligrafikus írás)

A Dolmabahçe Palotában helyet kapott múzeumban 19. és 20. századi török festők és szobrászok munkáit tekinthetik meg az érdeklődők.
Kalligráfia Múzeum (Kaligrafi Müzesi)
A múzeumot 1945-ben hozták létre a Beyazit Medresze kiürített épületében. Koránok, szultáni pecsétek (tuğra), rendeletek, próféciák láthatóak itt ékes kalligrafikus betűkkel írva, valamint megtekinthetőek a kalligráfia mestereinek szerszámai, könyvkötészeti példák, szeldzsuk és oszmán kori miniatúrák és szent ereklyék.
Karikatúra és Humormúzeum (Karikatür ve Mizah Müzesi)
A múzeumot 1975-ben Tepebaşı negyedben nyitotta meg a város önkormányzata a Karikaturisták Egyesülete nyomására. 1980-ban átmenetileg be kellett zárni, mert az épületet lebontották. Később a Fatih negyedben nyílt meg újra.
Katonai Múzeum (Askeri Müze)

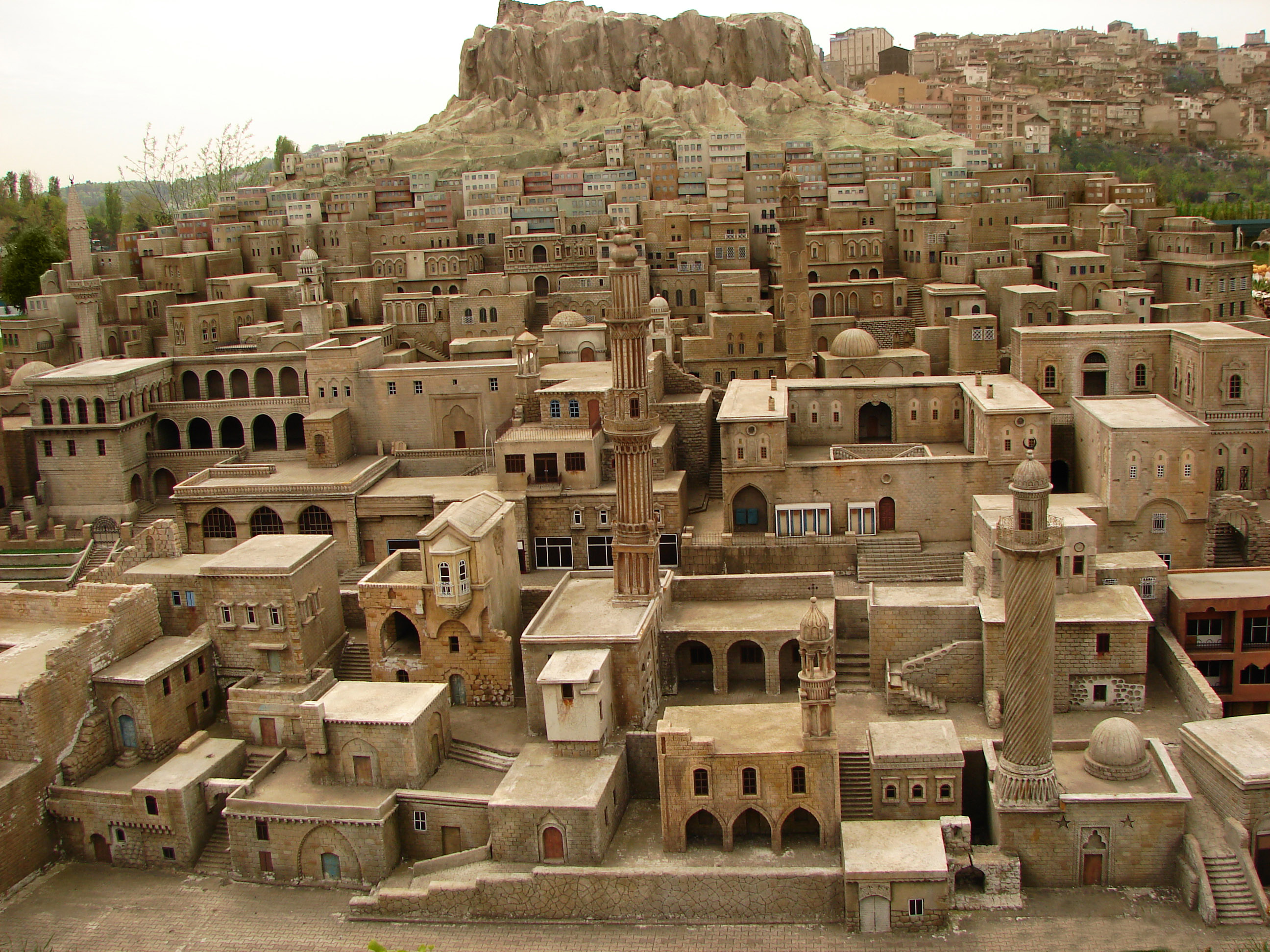
A Mardini kőházak kicsinyített másai Miniatürkben

A múzeumban érdekes katonai ruházati példákat láthat az érdeklődő a szeldzsuk, oszmán és köztársaság-kori hadsereg történelméből, fegyvereket, ágyúkat, a szultán katonai sátrát, kardokat, zászlókat, fényképeket. Naponta délután 3 és 4 óra között janicsár zenészek bemutatóját is megtekinthetjük.
Miniatürk
Miniatürk egy 60 000 km²-es parkban fekszik az Aranyszarv-öbölben, az Eyüp negyedben, a Pierre Loti Kávéházzal szemben. A 2003-ban épített Miniatürkben Törökország (illetve oszmán kori és anatóliai) történelmi vagy építészeti szempontból nevezetes építményeinek kicsinyített mását láthatjuk, összesen 105 darabot. Ezek között van például a bursai Nagy Mecset, Mevlana konyai síremléke, a Savarona (Atatürk hajója), a kappadókiai tündérkémények, Anıtkabir, a Hagia Szophia és az antalyai aszpendoszi színház. Van egy miniatűr vasúti pálya, egy autóút mozgó járművekkel, repülőtér, kikötő hajókkal és több ezer emberalak is.
Modern Művészetek Múzeuma (Modern Sanat Müzesi)
A múzeum 2004-ben nyitotta meg kapuit az Eczacıbaşı családnak köszönhetően. A múzeum Karaköy egyik felújított dokképületében található, a Topkapı Palotával szemben. A modern török művészetek állandó kiállításai mellett van itt fényképgaléria, könyvtár, szoborpark, moziterem, kávéház és ajándékbolt is.
Oszmán Bankmúzeum

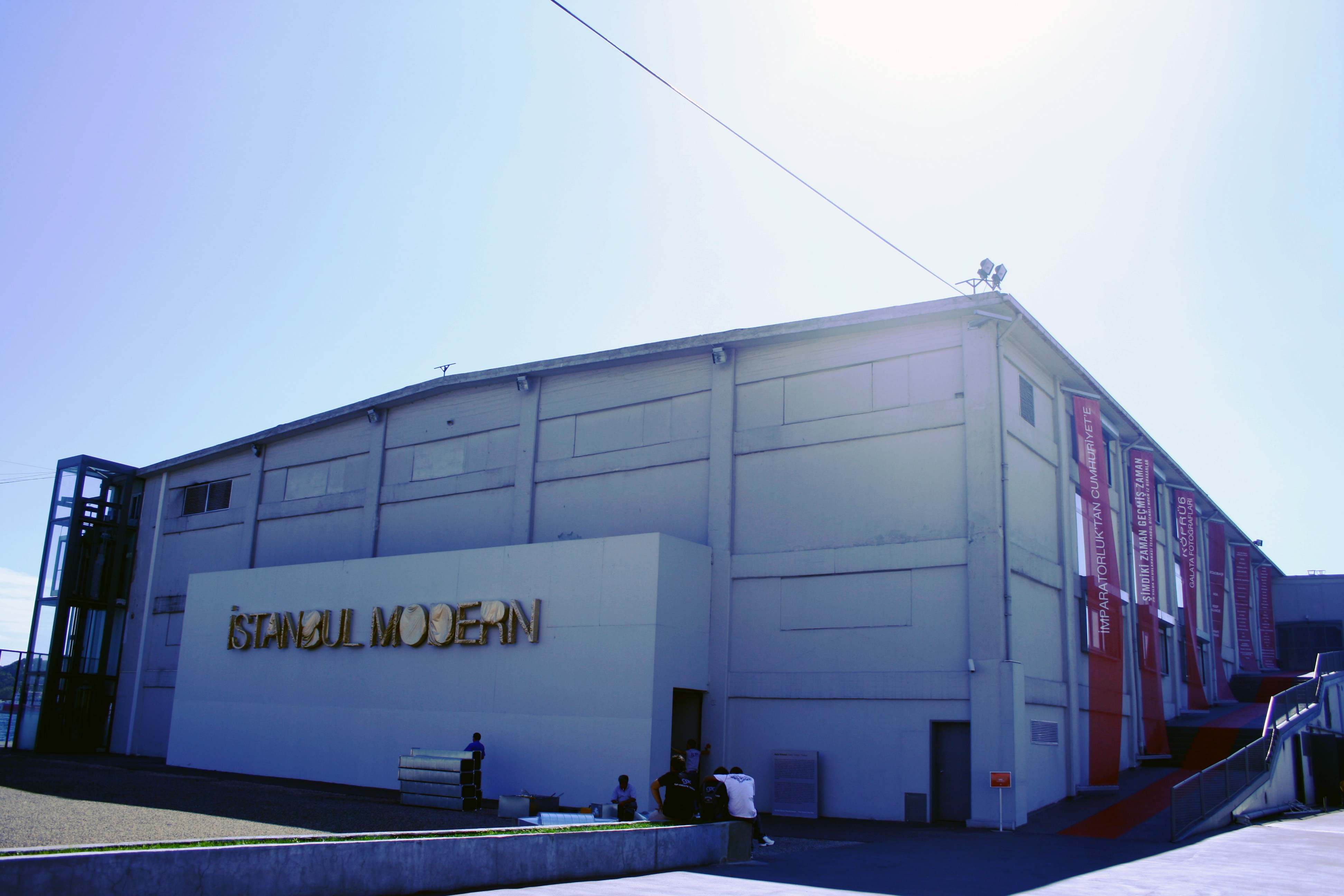
A Modern Művészetek Múzeuma

A múzeum a Karaköy negyedbeli Voyvoda utcában található egykori Oszmán Bank épületében kapott helyet. A múzeumban az Oszmán Birodalom egykori pénzverő bankjának és kincstárának gazdag archívumát tekinthetjük meg.
Szépművészeti Múzeum (Güzel Sanatlar Müzesi)
A Szépművészeti Múzeumot 1937-ben nyitották meg Atatürk rendelkezése alapján, a Dolmabahçe Palotában. Ez volt Törökország első művészeti múzeuma. A török művészek munkái mellett híres külföldi művészek munkáit is láthatjuk, a múzeumnak van egy impresszionista gyűjteménye, és katonai festészeti gyűjteménye is.
Szőnyeg és Kilim Múzeum (Halı ve Kilim Müzesi)
A múzeum a Hünkar Kasrıban (fejedelmi pihenőhely) található, ami az Kék mecsettől északra található. A Hünkar Kasrı volt az az épület, ahol a szultán pihent, mielőtt csatlakozott az imához az mecsetben. A múzeumban értékes és különleges oszmán szőnyegek és kilimek láthatóak.
A Török és Iszlám Művészetek Múzeuma
A régi Hippodrom területén fekvő Ibrahim Pasa palotában helyet kapott múzeumban számos művészeti és etnográfiai kiállítási tárgyat tekinthetünk meg. Az épületet a 16. században emelték, és I. Szulejmán adományozta Ibrahim Pasa nagyvezírnek. Az épület később katonai szálláshelyként szolgált, majd a köztársaság idején lett belőle múzeum.
További múzeumok:
- Elsüllyedt Palota (Yerebatan Sarayı)
- Dolmabahce Palota (Dolmabahçe Sarayı)
- Topkapi
- Mozaik Múzeum